# غيلبرت رود
غيلبرت رود (بالإنجليزية: Gilbert Rohde)‏ هو مصمم أثاث ‏ أمريكي، ولد في 1 يونيو 1894، وتوفي في 16 يونيو 1944.